# 반마키아벨리론

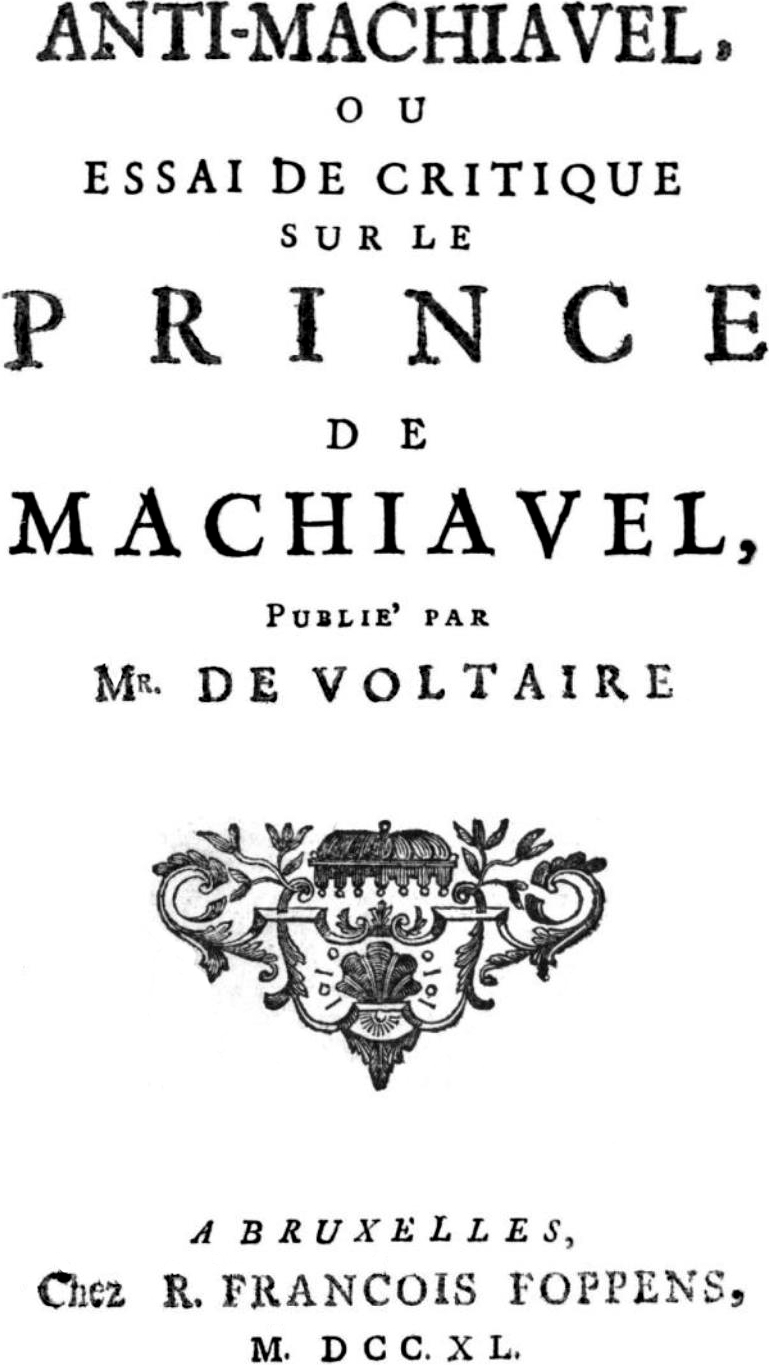

《반마키아벨리론》은 프로이센 왕이자 볼테르 후원자인 프리드리히 대제의 18세기 수필로 니콜로 마키아벨리의 16세기 책인 군주론에 대한 반론으로 구성되어 있다. 그것은 프리드리히가 왕이 된 지 몇 달 후인 1740년 9월에 처음 출판되었다.
프랑스어로 쓰여진 이 작품은 격동하고 반항적인 젊음 이후, 그리고 프로이센의 왕위 계승 직전 프리드리히의 인생의 전환점에서 제작되었다. 물론 프레데릭은 오래 전에 마키아벨리를 읽었다. 1730년대 후반에 그가 이 주제에 관심을 갖게 된 이유가 정확히 무엇인지는 분명하지 않지만, 볼테르와의 제휴와 임박한 순위 변경이 프로젝트에 가장 확실히 기여했다. 프리드리히가 1738년 초에 이 프로젝트에 대해 반추하기 시작했다는 것은 볼테르에게 보낸 편지에서 알 수 있다. 그의 간략한 작업의 초안은 1739년 말까지 완성되었다.
프리드리히의 주장은 본질적으로 도덕적이다. 그는 마키아벨리가 국가주의에 대한 부분적이고 편향된 견해를 제시했다고 주장한다. 그의 견해는 합리적이고 자비로운 정치가라는 계몽주의의 이상을 반영하는 것으로 보인다. 프리드리히는 왕이 신하의 건강과 번영을 유지하는 책임이 있다고 주장한다. 한편으로 마키아벨리는 왕의 사악한 행동이 그의 신하들에 의해 받아들여짐에 따라 재앙으로 끝난 왕족의 책략에 너무 큰 가치를 부여함으로써 실수를 저질렀다는 것이다. 다른 한편, 그리고 첫 번째 아이디어를 지지하기 위해 프리드리히는 마키아벨리가 그가 묘사하고 칭찬하는 수많은 악의적 요인의 나쁜 끝을 무시하거나 경시한 수많은 사례를 지적한다.